# Sjpionskie strasti
Sjpionskie strasti (russisk: Шпионские страсти) er en sovjetisk animationsfilm fra 1967 af Jefim Gamburg.